# Kronštat
Kronštat (rusko Кроншта́дт, latinizirano: Kronštádt), tudi Cronstadt ali Kronštádt (iz nemščine Krone za 'krono' in Stadt za 'mesto'; estonsko Kroonlinn) je rusko pristaniško mesto v okrožju Kronštadtski v zveznem mestu Sankt Peterburg, na otoku Kotlin, 30 kilometrov zahodno od Sankt Peterburga, blizu glave Finskega zaliva. Z nekdanjo rusko prestolnico je povezan s kombinacijo protipoplavnega nasipa in nasipa s potjo preko morja ter prehodom za ladje, tako imenovanim nasipom Sankt Peterburg, ki je del protipoplavne obrambe mesta in deluje tudi kot cestni dostop na otok Kotlin s celine.
V začetku 18. stoletja ga je ustanovil Peter Veliki in je postal pomembno mednarodno trgovinsko središče, katerega trgovinska vloga je bila pozneje izrinjena zaradi strateškega pomena kot primarni pomorski obrambni odsek nekdanje ruske prestolnice. Glavna baza Baltske flote Ruske vojne mornarice je bila v Kronštatu, ki je varovala pristope do Sankt Peterburga. Marca 1921 je bilo otoško mesto kraj kronštatskega upora.
Zgodovinsko središče mesta in njegove utrdbe so del svetovne dediščine s skupnim naslovom Zgodovinsko središče Sankt Peterburga in pripadajoče skupine spomenikov.
Kronštat je bil zaradi spomina na svetega Janeza Kronštatskega že vrsto let romarsko središče pravoslavnih kristjanov.

## Zgodovina

### Ustanovitev
Kronštat je ustanovil Peter Veliki, čigar cesarske ruske sile so otok Kotlin odvzele Švedom med veliko severno vojno leta 1703. Prve utrdbe so bile odprte 18. maja 1704. Te utrdbe, znane kot Kronšlot, so bile zgrajene zelo hitro. V zimskem času Finski zaliv popolnoma zamrzne. Pod poveljstvom generalnega guvernerja Aleksandra Daniloviča Menšikova so delavci uporabili na tisoče kesonov, izdelanih iz lesenih hlodov, napolnjenih s kamenjem, ki so jih konji premikali po zamrznjenem morju in jih postavili v izreze, narejene v ledu. Tako je nastalo več novih majhnih otočkov in na njih so postavili utrdbe, ki so do Sankt Peterburga praktično zaprle dostop po morju. Ostala sta le dva ozka plovna kanala, ki so ju varovale utrdbe.
Eden prvih guvernerjev Kronštata je bil veteran kraljeve škotske mornarice, admiral Thomas Gordon, ki je bil begunec v Rusiji iz Škotske unije z Anglijo in je med letoma 1727 in 1741 postal glavni poveljnik pristanišča v Kronstadtu.
Ko so Kronštat naselili in utrdili, je s starimi povezavami Hanse privabljal trgovce iz pomorskih sil, predvsem Nizozemce, Britance in Nemce. Skupnost britanskih trgovcev je postala znana kot  English Factory , čeprav so bili mnogi Škoti. Naselili so se tako v Kronstadtu kot v Sankt Peterburgu in nekaj časa prevladovali tako v notranji kot zunanji trgovini, zlasti v času vladavine Katarine Velike. Preko odbora za trgovino v Londonu so postali sestavni del britanske trgovinske in zunanje politike. Številni britanski naseljenci so postali naturalizirani Rusi. Tržna zavezništva so bila ostro prekinjena ob izbruhu krimske vojne (1854).
Kronštat je bil temeljito okrepljen v 19. stoletju. Stare trinadstropne utrdbe, pet po številu, ki so prej predstavljale glavno obrambo in so se med krimsko vojno upirale anglo-francoskim flotam, so postale drugotnega pomena. Po načrtih Eduarda Totlebena so zgradili novo Konstantinovo trdnjavo in štiri baterije (1856–1871) za obrambo glavnega pristopa in sedem baterij za pokrivanje plitvejšega severnega kanala. Vse te utrdbe so bile nizke in na debelo ojačane z zemeljskimi deli, s težkimi Kruppovimi topovi na stenah. Mesto je obdajalo obzidje.
Poleti 1891 so v Kronštatu uradno sprejeli francosko floto. To je bil prvi korak k prihodnji francosko-ruski zvezi.

### Ruska državljanska vojna
Med petrograjskimi nemiri februarske revolucije so se petrograjski mornarji pridružili revoluciji in usmrtili svoje častnike ter si tako pridobili sloves predanih revolucionarjev. Med državljansko vojno so mornarji sodelovali na rdeči strani, do leta 1921, ko so se uprli boljševiški vladavini.
Kronštat je bil s svojimi podpornimi utrdbami in minskimi polji ključen pri zaščiti Petrograda pred tujimi silami. Kljub temu je križarko Oleg torpediral in potopil majhen motorni čoln, potem ko je sodeloval pri obstreljevanju utrdbe Krasnaja Gorka, ki se je uprla boljševikom. Temu je 18. avgusta 1919 sledil napad sedmih obalnih motornih jadrnic kraljeve mornarice v pristanišču Kronstadt, ki je poškodoval sovjetske bojne ladje Petropavlovsk in Andrej Pervozvani ter potopil ladjo za oskrbo s podmornic, Pamiat Azova.

### Kronštatski upor
Leta 1921 se je skupina mornariških oficirjev in mož skupaj z vojaki in civilnimi podporniki uprla boljševiški vladi v sovjetskem Kronštatu. Garnizija je bila prej središče večje podpore boljševikov, med civilno vojno 1917–1921 pa so bile mornariške sile v Kronštatu predmet večjih napadov boljševikov. Njihove zahteve so vključevale svobodo govora, konec deportacije v delovna taborišča, spremembo sovjetske vojne politike in osvoboditev sovjetov (delavskih svetov) pred strankarskim nadzorom. Po kratkih pogajanjih se je Lev Trocki (takratni vojni minister v sovjetski vladi in vodja Rdeče armade) odzval tako, da je poslal vojsko v Kronštat, skupaj s Čeko. Vstaja je bila tako zatrta.

### Druga svetovna vojna
V poznih 1930-ih je utrjeno mesto postalo osnova sovjetske Baltske flote. V tistem času je bilo pomembno vadbeno središče sovjetske mornarice. V mornariškem pristanišču Kronštat so prenovili in popravili ladje in podmornice Baltske flote. Tudi vse utrdbe in baterije mesta so bile obnovljene.
21. junija 1941 ob 23. 37. leta je operativno pripravljenost flote številka 1 razglasil poveljnik Baltske flote viceadmiral V. Tribuc po ukazu ljudskega komisarja mornarice admirala N. G. Kuznecova. Nekaj ur kasneje je prvo nemško letalo začelo spuščati mine v kanal zunaj Kronstadta. Dežurni častnik, prvi poročnik S. Kušnerev, je ukazal protiletalskim baterijam, da streljajo na sovražnikova letala. Več letal je bilo sestreljenih ali poškodovanih. V prvem napadu je sodelovalo sedemindvajset nemških letal, tri so uničili protiletalski topovi 1. polja zračne obrambe Baltske flote. Ta polk je bil v južnih utrdbah.
Med drugo svetovno vojno je bil Kronstadt podvržen več bombnim napadom Luftwaffe. Ta je avgusta 1941 večkrat bombardirala Kronštat. Najbolj opazno bombardiranje je bila potopitev Marata s štuko Hansa-Ulrica Rudela.
Da bi preprečili sovražni pristanek, je bilo v Kronstadtu ustanovljenih 13 topniških baterij z devetimi baterijami izven mesta, na otoku Kotlin. Glavna razgledna točka je bila v Mornariški cerkvi. Vidni doseg je dosegel 45 km. Obalne obrambne sile v Kronštatu so vključevale dva pehotna polka.
Konec avgusta je bila Rdeča armada v baltskih državah v kritični situaciji. Talin, glavna baza flote, je bil v nevarnosti, zato je bil izdan ukaz o premestitvi flote iz Talina v Kronštat. V času, ko so se Sovjeti odločili za pomorsko evakuacijo iz Talina, se je v pristanišču Talina zbralo več kot 200 sovjetskih civilnih in vojaških plovil.
Po evakuaciji je bil v Kronštatu organiziran oddelek za podmornice. Do konca leta 1941 je bilo izvedenih 82 mornariških operacij. Hitler je bil besen, ker so sovjetske podmornice pogosto motile vojaško dobavo strateškega materiala iz Švedske v Nemčijo. Nemci so s protipodmorničnimi mrežami in minami poskušali popolnoma preprečiti izhod iz Finskega zaliva. Kljub tem prizadevanjem so sovjetski podmorničarji še naprej napadali nemške ladje. Leta 1942 je bilo potopljenih 29 nemških plovil. Podmornice so sodelovale z izvidniškimi letali pri iskanju vojaških ciljev.
Da bi se oddaljile od baltskega ladijskega prometa so se sovjetske podmornice leta 1942 poskušale prebiti skozi minska polja v Finskem zalivu. Minska polja so bila večja, poleg tega bi v operaciji Walross položili dvojno podmorniško mrežo od Porkkale do Naissaarja. Blokada Finskega zaliva se je izkazala za stoodstotno učinkovito. Leta 1944, ko je Finska podpisala mirovno pogodbo s Sovjetsko zvezo, je bil eden od pogojev, da sovjeti lahko dobijo eno mornariško oporišče na Finskem pri Porkkali. Vojna podmornic v Baltskem morju je dosegla končno fazo, ko je bil s Finsko dosežen mir.
Baltska flota je poslala več kot 125.000 ljudi na službo na fronto. Osemintrideset tisoč ljudi se je borilo neposredno na Leningrajski fronti. Za zaščito Leningrada so v Kronstadtu oblikovale 10 brigad mornariške pehote, štiri polke in več kot 40 ločenih bataljonov in čet.
Luftwaffe in nemško topništvo sta poslala na tisoče bomb in granat na pomorsko pristanišče in arzenalsko tovarno. Nemški zračni napadi septembra 1941 so poškodovali ladje Baltske flote in infrastrukturo pristanišča. Uničenih je bilo več odsekov ladjedelnice, doki so bili močno bombardirani, kar je povzročilo smrt več deset delavcev in inženirjev. Kljub temu je ladjedelnica nadaljevala svoje delo. Kljub obleganju so se delavci vztrajno ukvarjali s svojim delom, pogosto so delali 18–20 ur na dan.
Zaradi moči Kronštatske trdnjave je bilo uspešno preprečeno uničenje Leningrada, takratnega glavnega industrijskega in kulturnega središča Sovjetske zveze. Častni status Mesto heroj mu je 27. aprila 2009 podelil predsednik Ruske federacije Dmitrij Medvedev, ki se sklicuje na »pogum, vzdržljivost in množično junaštvo, ki so ga v boju za mesto pokazali branilci mesta za svobodo in neodvisnost domovine«.

## Prebivalstvo
S spreminjajočimi se zgodovinskimi trendi je prebivalstvo dosegalo vrhove in dna, ki so deloma določili širitev in nato upad mornariške baze in pristanišča.
| Leto | Št. prebivalcev |
| ---- | --------------- |
| 1897 | 59.525          |
| 1926 | 31.197          |
| 1939 | 38.071          |
| 1959 | 40.303          |
| 1970 | 39.477          |
| 1979 | 40.308          |
| 1989 | 45.053          |
| 2002 | 43.385          |
| 2010 | 43.005          |

Note Podatki 1897 vsebujejo vojaško osebje
Nedavni podatki o prebivalstvu kažejo, da se je stabiliziralo na naslednji način: 43.385 (Popis 2002); 43.005 (Popis 2010).

## Zanimivosti
Mesto Kronštat je zgrajeno na gladini na otoku in je zato izpostavljeno poplavam, zlasti leta 1824. Pristanišče je od začetka decembra do aprila vklenjeno v led 140–160 dni v letu. Zelo velik delež prebivalcev je mornarjev. Na južni strani mesta so tri pristanišča: veliko zahodno ali trgovsko pristanišče, katerega zahodni bok tvori velik pomol, ki povezuje utrdbe, ki na eni strani prečkajo širino otoka. Srednje pristanišče se je uporabljalo predvsem za opremljanje in popravilo plovil. Vzhodno ali vojaško pristanišče se je uporabljalo za pristajanje plovil ruske mornarice. Kanali povezujejo trgovsko in srednje pristanišče po mestu. Med njimi je stala stara italijanska palača princa Menšikova, katere mesto je kasneje zasedla šola za pilote. V drugi polovici 18. stoletja so stavbo nekdanje italijanske palače uporabljale različne vojaške učne ustanove. V letih 1771–1798 je bil tam nameščen morski kadetski korpus, preden so ga premestili v Sankt Peterburg. Od leta 1798 do 1872 je bila v nekdanji palači navigacijska šola.
Opazovanja gladine morja v Sankt Peterburgu so se začela že leta 1703. Na otoku Kotlin je glavna pomorska trdnjava Ruskega carstva začela opazovanja leta 1707. To spremljanje je bilo potrebno, ker se je vodostaj Finskega zaliva v kratkem času lahko precej spremenil, kar je povzročilo težave za odpremo. Letna poplava je zahtevala tudi natančno spremljanje vodostaja. Kronštatski merilnik plimovanja s paviljonom je ničelna raven baltskega sistema plime in oseke. Vse globine in višine (tudi višine vesoljskih plovil) v Rusiji in nekaterih drugih državah nekdanjega Ruskega carstva se merijo v skladu s kronstadtskim merilnikom. Jurij Gagarin, prvi človek v vesolju, je leta 1967 dejal, da je to »vozlišče vesolja«.
Za najslavnejšo znamenitost sodobnega mesta šteje ogromna Mrnariška cerkev, posvečena svetemu Nikolaju in zgrajena med letoma 1908 in 1913 na Sidrnem trgu, in vsebuje tudi številne vojaške spomenike. Cerkev velja za vrhunec ruske ne-bizantinske arhitekture. Pjotrovski vrtovi so park, ki obdaja spomenik Petru Velikemu, ki je mesto ustanovil. Obstajajo številne zgodovinske stavbe, na primer Nizozemska kuhinja in nekdanja Italijanska palača, ki spominjajo na trgovsko in vojaško preteklost mesta.
Med drugimi javnimi stavbami so mornariška bolnišnica, bolnišnica britanskih mornarjev (ustanovljena leta 1867), civilna bolnišnica, Admiralteta (ustanovljena leta 1785), arzenal, ladjedelnica in livarne, šola za pomorstvo in angleška cerkev.
Kronštatsko pristanišče je veljalo za najbolj utrjeno na svetu. Na majhnih utrjenih umetnih otokih še vedno ohranja nekaj starih utrdb. Prvotno je bilo ob južnih in severnih obalah Finskega zaliva 22 takih utrdb. Nekaj jih je bilo v samem mestu, ena pa na zahodni obali otoka Kronslot, na drugi strani glavnega plovnega kanala.
Gradnja Sanktpeterburškega jezu je povzročila rušenje nekaterih utrdb. Jez, kombinacija protipoplavnega nasipa in ceste, je prav tako omogočila, da je bil Kronštat in nekatere utrdbe povezan s kopnim. Med najpomembnejše ohranjene utrdbe spadajo:
- Utrdba Konstantin, največja v Finskem zalivu
- Fort Rif na zahodni obali otoka; in še posebej dobro ohranjena utrdba Aleksandra I., Kužna utrdba
- Fort Totleben, imenovana po Eduardu Totlebenu, največja in najnovejša od utrdb, zgrajena na začetku 20. stoletja

Vsakodnevno se iz Sankt Peterburga vozijo z avtobusi in plovili na oglede v Kronstadt.

### Posvetitev sv. Janezu Kronstadtskemu
Zdaj porušena starejša cerkev svetega Andreja (1817), nekoč vidna znamenitost v Kronštatu, je bila po komunističnih ukazih uničena leta 1932. Sveti Janez Kronštatski, eden najbolj cenjenih ruskih svetnikov, je tam služboval kot duhovnik od 1855 do 1908.

### Sanktpetersburški jez
Kompleks za preprečevanje poplav v Sankt Peterburgu  (rusko: Ко́мплекс защи́тных сооруже́ний Санкт-Петербу́рга от наводне́ний, tr. Kómpleks zashchítnykh sooruzhéniy Sankt-Peterbúrga ot navodnéniy), neuradno Sanktpetersburški jez, je dolg 25 km skupaj z z 1,2 km dolgim podvodnim cestnim tunelom pod glavno južno zapornico, najdaljšim podmorskim predorom v Rusiji. Jez se razprostira od Lomonosova proti severu do otoka Kotlin (in mesta Kronštat), nato pa zavije proti vzhodu proti rtu Lisiy Nos blizu Sestroretska. Ločuje Nevski zaliv od preostalega Finskega zaliva. Jez je sposoben varovati mesto pred vodo, ki se dvigne do 5 m.
Jez, katerega gradnja je, po dolgotrajni zaustavitvi v 1990-ih in začetku 2000-ih, in nadaljevanju leta 2005 po posredovanju ruskega predsednika Vladimirja Putina, trajala 30 let (1979–2011 ), zdaj povezuje otok Kotlin s celino s severa in juga, ne le da deluje kot protipoplavna obramba, ampak omogoča ladijski promet in dokonča sistem obvoznice v Sankt Peterburg, čez otok. Gre za podvig morskega inženiringa, sestavljenega iz kombinacije protipoplavnega nasipa in nasipa s cesto ter morskega prehoda za ladje. Gradnja na obrežju Finskega zaliva je zahtevala odstranitev nekaterih zgodovinskih utrdb.

## Pobratena mesta
Kronštat je pobraten z:
- Annapolis, Maryland, ZDA
- Asipoviči, Belorusija
- okrožje Changli, Kitajska
- Dax, Landes, Francija
- Demre, Turčija
- Feodosija, Krim
- Ii, Finska
- Kotka, Finska
- Lušan, Kitajska
- Marostica, Italija
- Messina, Italija
- Mühlhausen, Nemčija
- Navplij, Grčija
- Narva-Jõesuu, Estonija
- Nordborg (Sønderborg), Danska
- Oulu, Finska
- občina Oxelösund, Švedska
- Piła, Polsjka
- Pinghu, Kitajska
- Põhja-Tallinn, Estonija
- Pudasjärvi, Finska
- Sumoto, Hyōgo, Japonska
- Toulon, Francija
- okrožje Žongšan, Kitajska

## Galerija
- Aleksandrova trdnjava iz Kronstadta
- Mornariška cerkev Kronstadt
- Obala zunaj Kronstadta
- Kronstadtski svetilnik
- Območje plovbe Pass S-1 Sanktpetersburškega jezu
- Kronstadtski Modri most
- Dutch Kitchen, Kronstadt
- Kronstadtska ulična umetnost
- Panorama pristanišča Kronstadt
- Kronstadtski prekop